# Glenmor
Glenmor és el nom amb què fou conegut Milig ar Skañv (Emile Le Scanff), cantautor bretó (Maël-Carhaix, 1931 - Quimperlé, 1996), força compromès en la defensa de la identitat bretona.
Nascut en una família bretonòfona, estudià al seminari de Quintin el 1941. Va fer el servei militar a París i el 1952 es va llicenciar en filosofia a la Universitat de Rennes. Fins al 1954 va viatjar per Itàlia, Grècia, Turquia, Iugoslàvia i Rússia. Després va començar a compondre i el 1959 va fer el seu primer recital a París. D'aleshores ençà adoptà el nom artístic Glenmor (terra-mar).
Des d'aleshores va fer nombrosos concerts, on afirmà des de les seves cançons les especifitats bretones. Va compondre l'himne Kan bale lu poblek Breizh (Cant de marxa del poble de Bretanya), que fou adoptat com a himne pel FLB i per l'ARB. El 1968 va dirigir amb Alain Guel i Xavier Grall les Editions Kelenn, on hi publicà el seu Livre des chansons, i el 1970 el diari La Nation Bretonne, que va jugar un rol important entre l'elit intel·lectual. El 1990 va deixar la música per dedicar-se a la literatura, i va rebre l'Orde de l'Hermini.
Va morir a Quimperlé el 1996 i 4.000 persones anaren al seu enterrament. El seu amic Jacques Brel va compondre-li la cançó Le Moribond : «Adieu l'Émile je t'aimais bien…». A Lanester un carrer duu el seu nom.

## Discografia
- GLENMOR, single
- Quatre Chansons en Breton, single, Sked (1967)
- GLENMOR single, Kornog (1964)
- Katel dit Glenmor : LP, Ternel
- Katel dit Glenmor : LP, Ternel
- Glenmor à la Mutualité, LP, Ternel (1967)
- O Keltia, single, Barclay (1969)
- Les Temps de la Colère, single, Barclay (1969)
- Cet Amour-là, LP, Barclay (1970)
- Hommage à Morvan Lebesque, LP, Barclay (1971)
- Vivre, LP, Le Chant du Monde (1972)
- Princes Entendez Bien, LP, Le Chant du Monde (1973)
- En Bretagne, Noces et Fest-noz, LP, Barclay (1974)
- Ouvrez les Portes de la Nuit, LP, Le Chant du Monde (1974)
- E Dibenn Miz Gwengolo, LP, Le Chant du Monde (1977)
- Tous Ces Vingt ans Déjà, LP, Le Chant du Monde (1978)
- La Coupe et la Mémoire, LP, Ar Folk (1978)
- "Tristan Corbière : le paria" dit par Glenmor, LP, Ar Folk (1982)
- Si tu ne chantais pas pour eux à quoi bon demeurer, LP, Stern Ha Lugern
- Après la Fleur le Fruit sous la Rose l'Epine, LP, Excalibur (1987)
- Les Principales Oeuvres, CD, Ar Folk, Excalibur, Coop Breizh (1990)
- Et voici bien ma Terre... (An Distro), CD, Coop Breizh (1995)
- Ouvrez les Portes de la Nuits (An Distro), CD, Coop Breizh (1998)
- Apocalypse (An Distro), CD, Coop Breizh (1998)
- Hommage à Glenmor, CD, Coop Breizh (2000)
- Glenmor, 10 ans déjà... (An Distro), CD, Coop Breizh (2006)

## Llibres
- Livre des chansons, Kelenn & Stern ha Lugern (1968)
- Livre des chansons, Ternel
- Sables et Dunes, Ternel (1975) & Coop Breizh
- Le Sang nomade, Ternel (1975)
- La Septième Mort, Ternel & Libres Halliers (1978)
- Les Emblaves et la Moisson, Stern ha Lugern (1980)
- Retraites paysannes, Ternel (1985)
- L'homme du dernier Jour, Artus (1992)
- Les Derniers Feux de la Vallée, Coop Breizh (1995)
- La Sanguine, Coop Breizh (1996)
- La Férule, Coop Breizh (1997)
- Xavier Grall in memoriam, Babel (2000)
- Kan ha diskan Correspondances Grall-Glenmor, Coop Breizh (2007)